# چیکوشینو، فوکوئوکا
چیکوشینو در استان فوکوئوکا در کشور ژاپن  واقع شده است  که دارای جمعیت ۹۸٬۹۱۴ نفر و مساحت ۸۷٫۷۸ کیلومتر مربع با تراکم جمعیت ۱٬۱۲۷  نفر در کیلومترمربع است و در تاریخ ۱ آوریل ۱۹۷۲ به عنوان شهر شناخته شد.